# John Speed
John Speed   (Farndon, 1551 - Londres, 28 de juliol de 1629 (Julià)) va ser un cartògraf i historiador anglès dels segles xvi i xvii. És considerat el cosmògraf més prestigiós del període els Stuarts a Anglaterra.

## Biografia
John Speed va néixer a Farndon, al comtat de Cheshire. De molt jove va treballar en el negoci de sastrería de son pare. Mentre treballava a Londres, el seu coneixement de la història el va acostar a alguns cercles erudits i va rebre l'atenció de sir Fulke Greville, que posteriorment li va fer una proposta per dedicar-se plenament a la recerca històrica. Com a recompensa pels seus esforços anteriors, la reina Isabel I d'Anglaterra li va concedir una habitació a la Casa de la Duana.
Està enterrat al costat de la seva esposa a l'església de St Giles-without-Cripplegate, al carrer Fore, al Barbican Estate a la ciutat de Londres. Darrere de l'altar es va erigir un memorial a John Speed.

## Obres

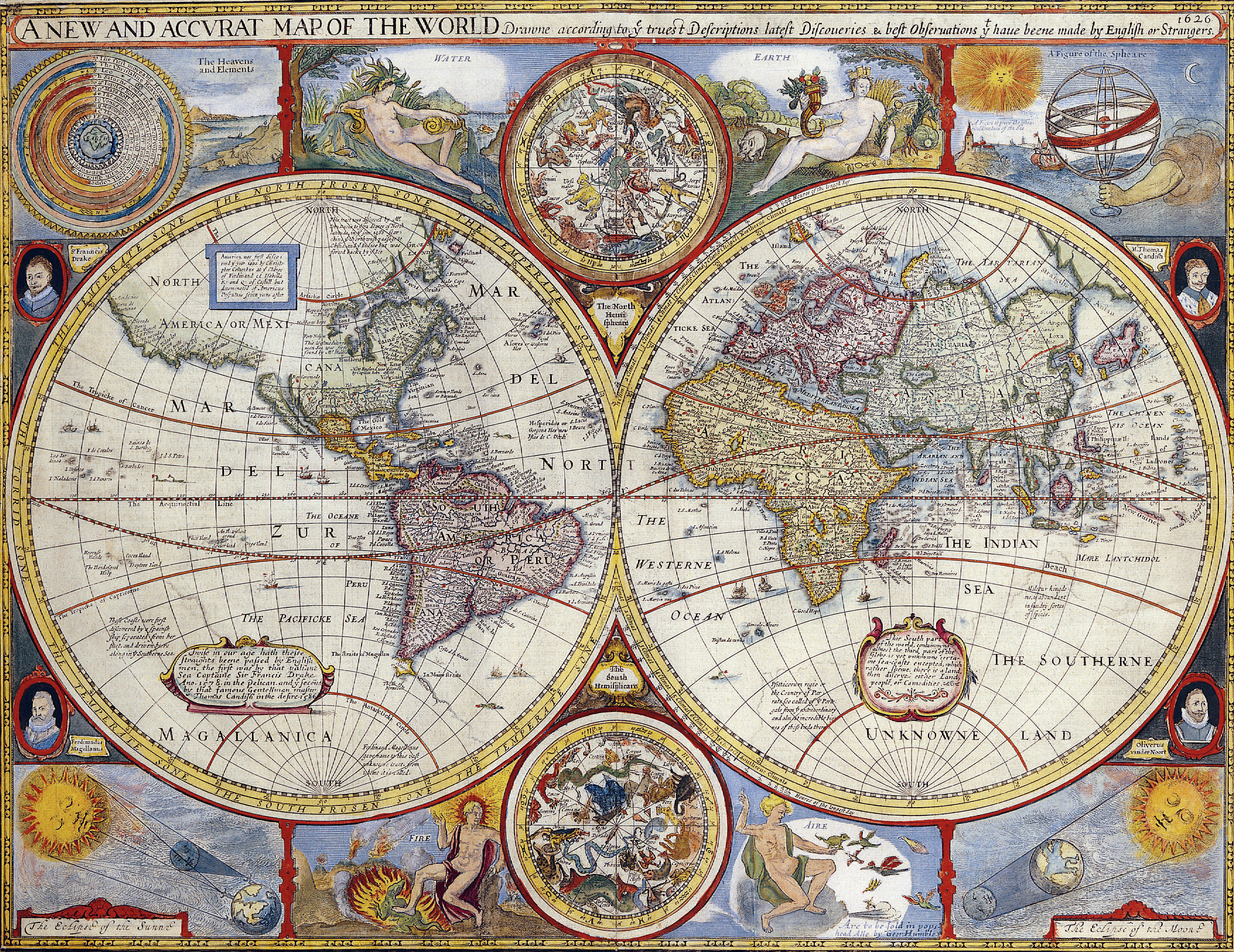
En 1627, George Humble va publicar Prospect of the Most Famous Parts of the World (Perspectiva de les parts més famoses del món), imprès per John Dawson. Aquest és el mapa del món a partir d'aquest atles amb el nom de John Speed en el títol, però que no atribueix l'autoria a Speed

Amb el suport de l'historiador William Camden Speed va començar l'obra The History of Great Britaine under the conquests of the Romans, Saxons, Danes and Normans, publicada el 1611. Va utilitzar sens dubte les obres de Christopher Saxton i John Norden. Tot i que tenia probablement accés a fonts històriques ara perdudes, el seu treball com a historiador és considerat de menor importància en comparació amb la seva tasca com a cartògraf. Destaquen plànols de ciutats, molts dels quals són el primer registre visual de les ciutats britàniques que representen.
Va publicar entre 1610 i 1611, l'atles The Theatre of the Empire of Great Britaine (‘El Teatre de l'Imperi de Gran Bretanya’) és el primer conjunt de mapes dels comtats d'Anglaterra i Gal·les, a més de cinc mapes d'Irlanda i un mapa general d'Escòcia. Còpies d'aquests làmines són populars com a decoració en molts llars del Regne Unit. El 1627, dos anys abans de la seva mort, va publicar Prospect of the Most Famous Parts of the World (‘Perspectiva de les parts més famoses del món’), que fou el primer atles mundial elaborat per un anglès. Al revés dels mapes, té un text descriptiu fascinant. Gran part dels gravats es van realitzar a Amsterdam, al taller del gravador flamenc Jodocus Hondius.
El 1611, també va publicar The genealogies recorded in the Sacred Scriptures according to euery family and tribe with the line of Our Sauior Jesus Christ obserued from Adam to the Blessed Virgin Mary (‘Les genealogies registrades en les Sagrades Escriptures segons cada família i tribu amb la línia de Nostre Senyor Jesucrist observada d'Adan fins a la Santíssima Mare de Déu’), una genealogia bíblica, reimpresa en diverses ocasions durant el segle xvii.

## Família
Joshua Fry Speed, el seu fill, era amic d'Abraham Lincoln a la seva arribada a Springfield a l'estat d'Illinois, que al mateix temps va designar al germà de Joshua, James Speed, pel càrrec de Fiscal General dels Estats Units.[cita

## Mapes

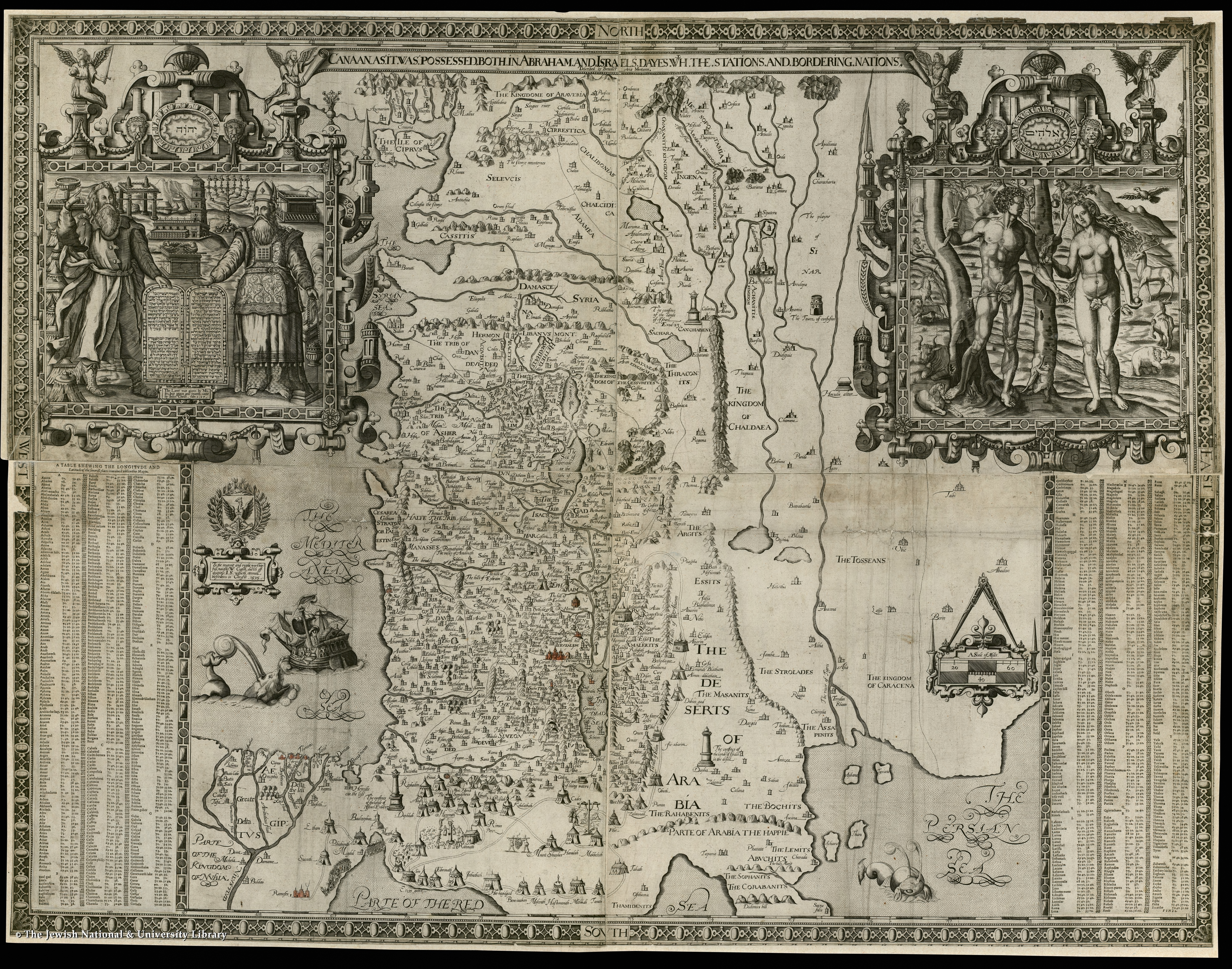
Mapa mural de 4 pàgines de Canaan, 1595
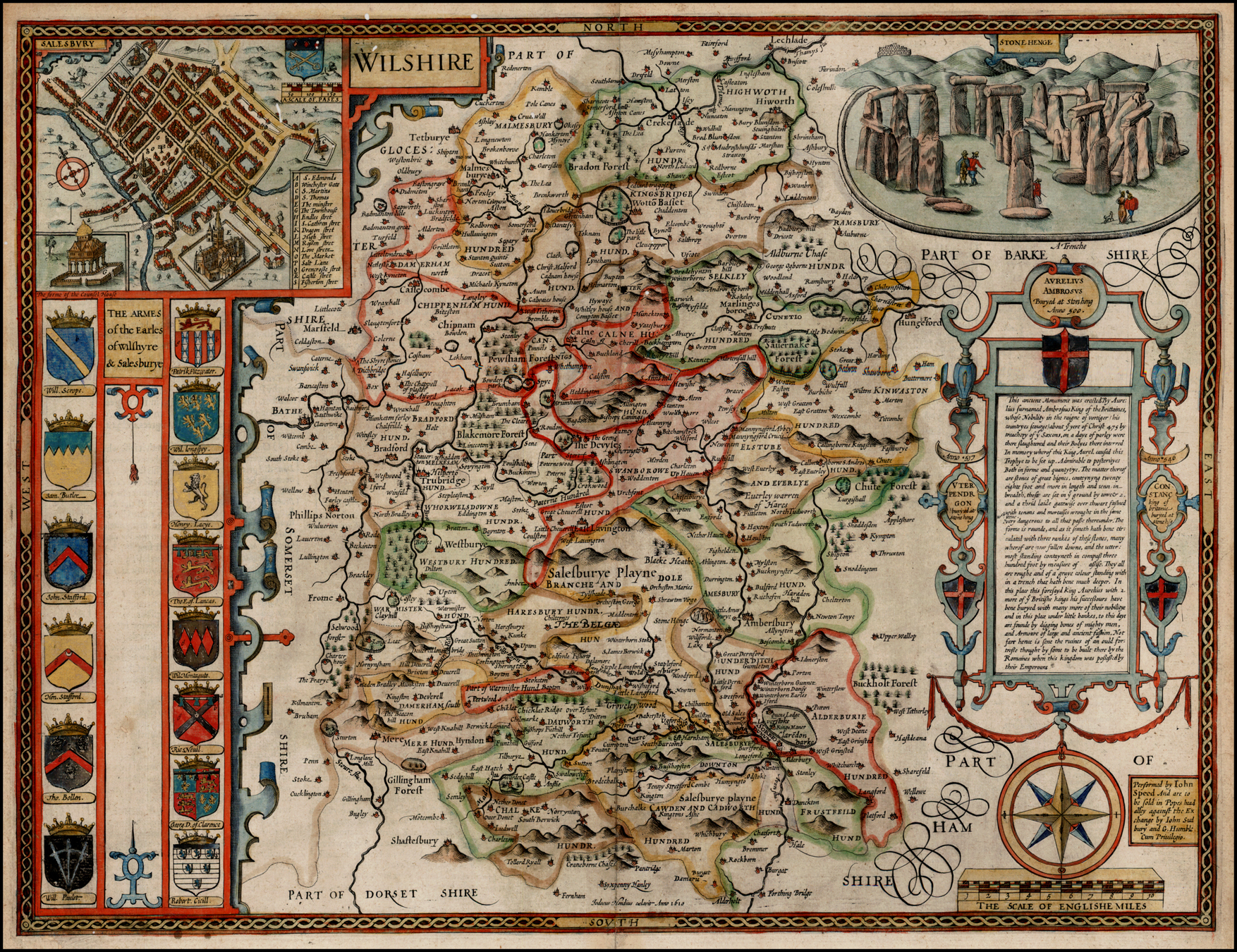
Wilshire, 1610 amb una planta de la ciutat de Salisbury i una vista d'Stonehenge
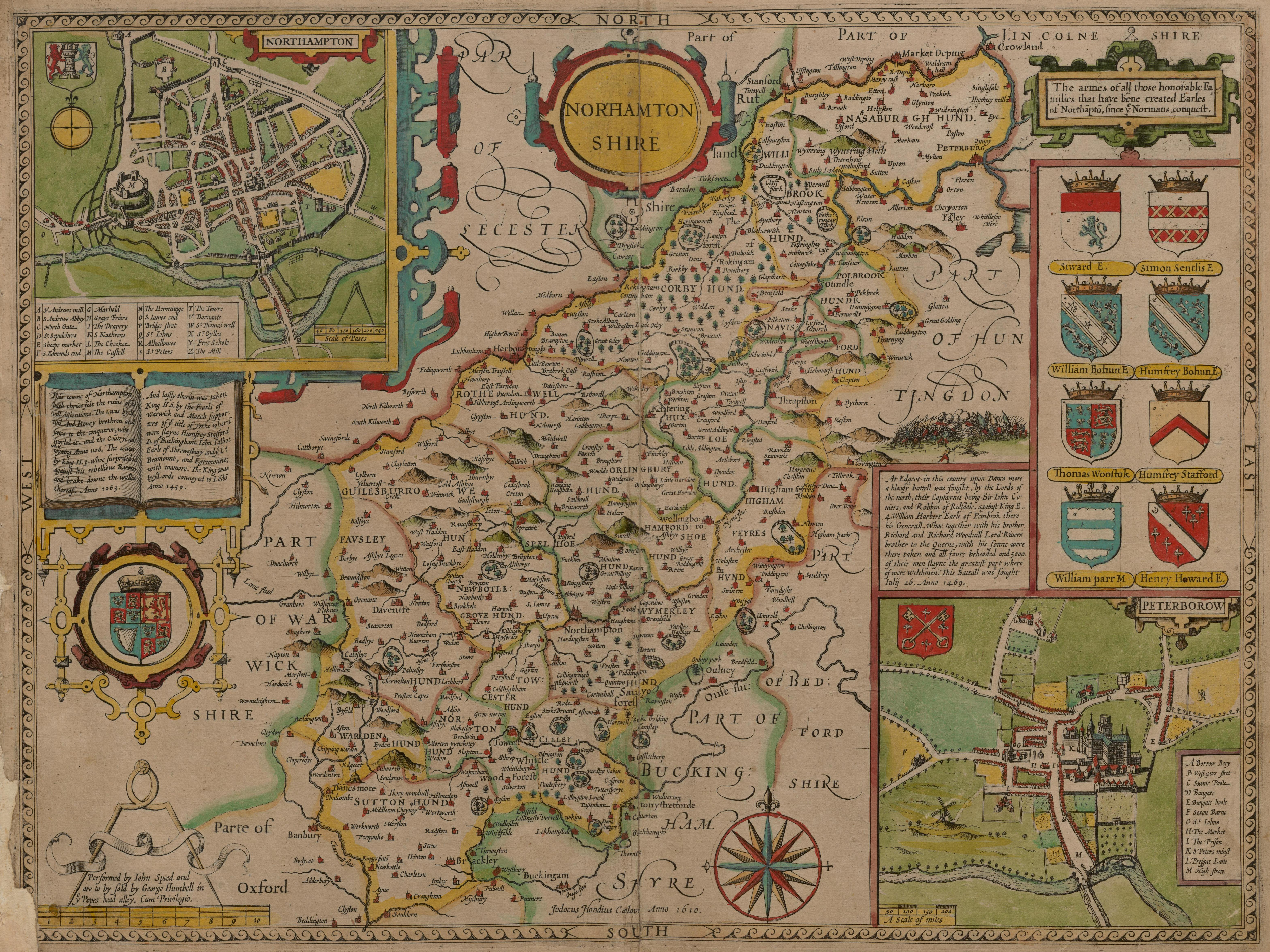
Northamptonshire, 1610
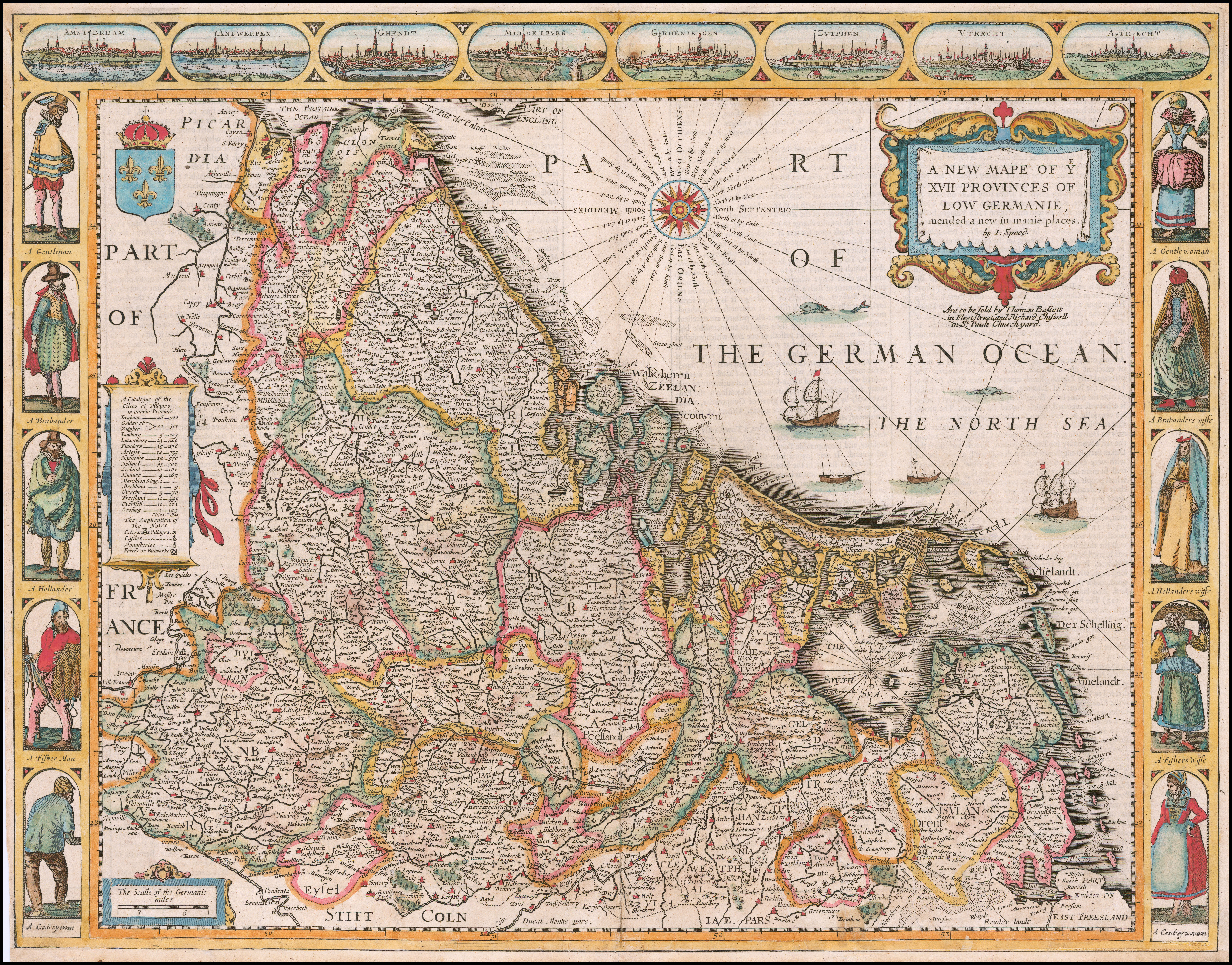
A New Mape of Ye XVII Provinces, 1626 (Països Baixos)
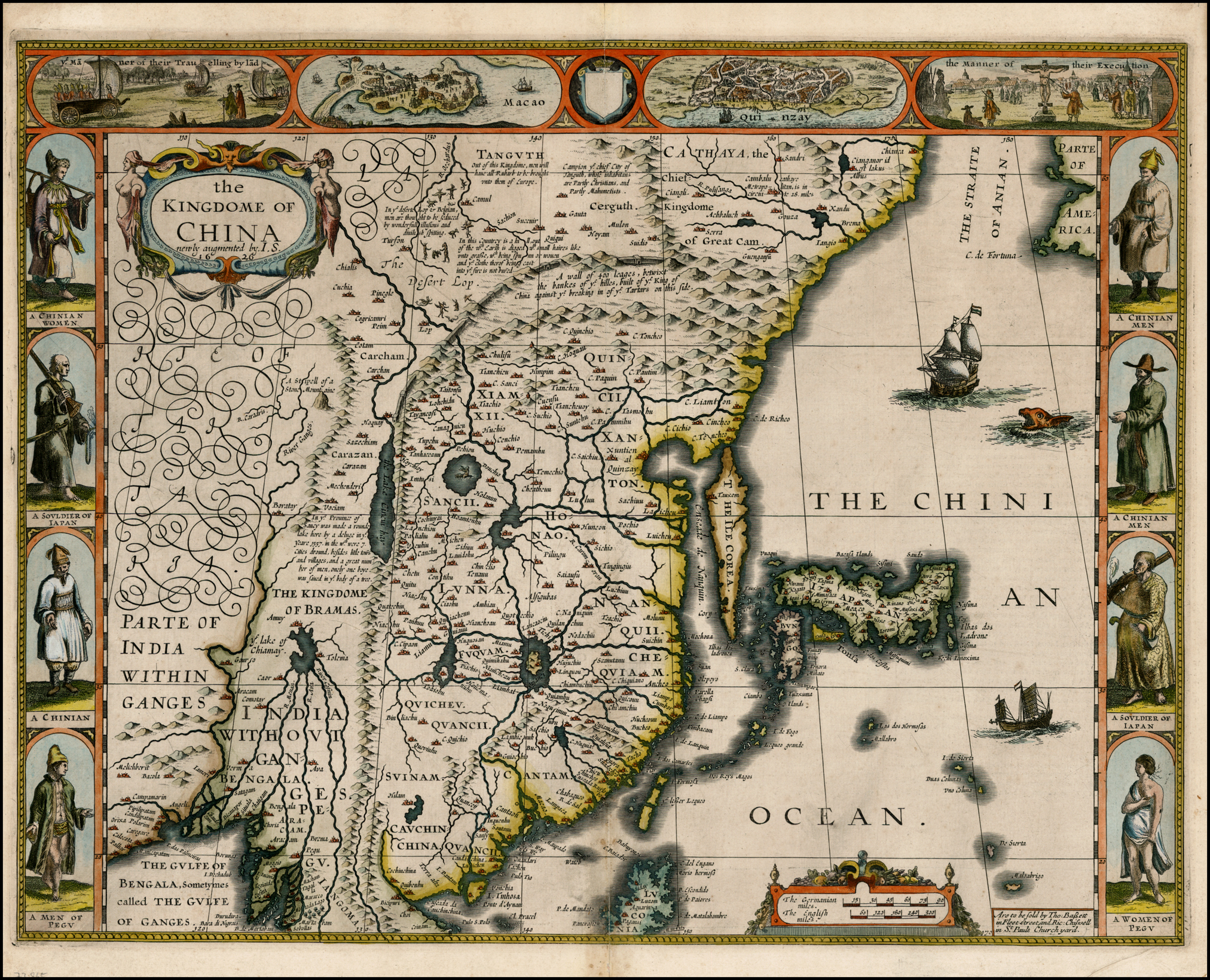
El regne de la Xina, 1626
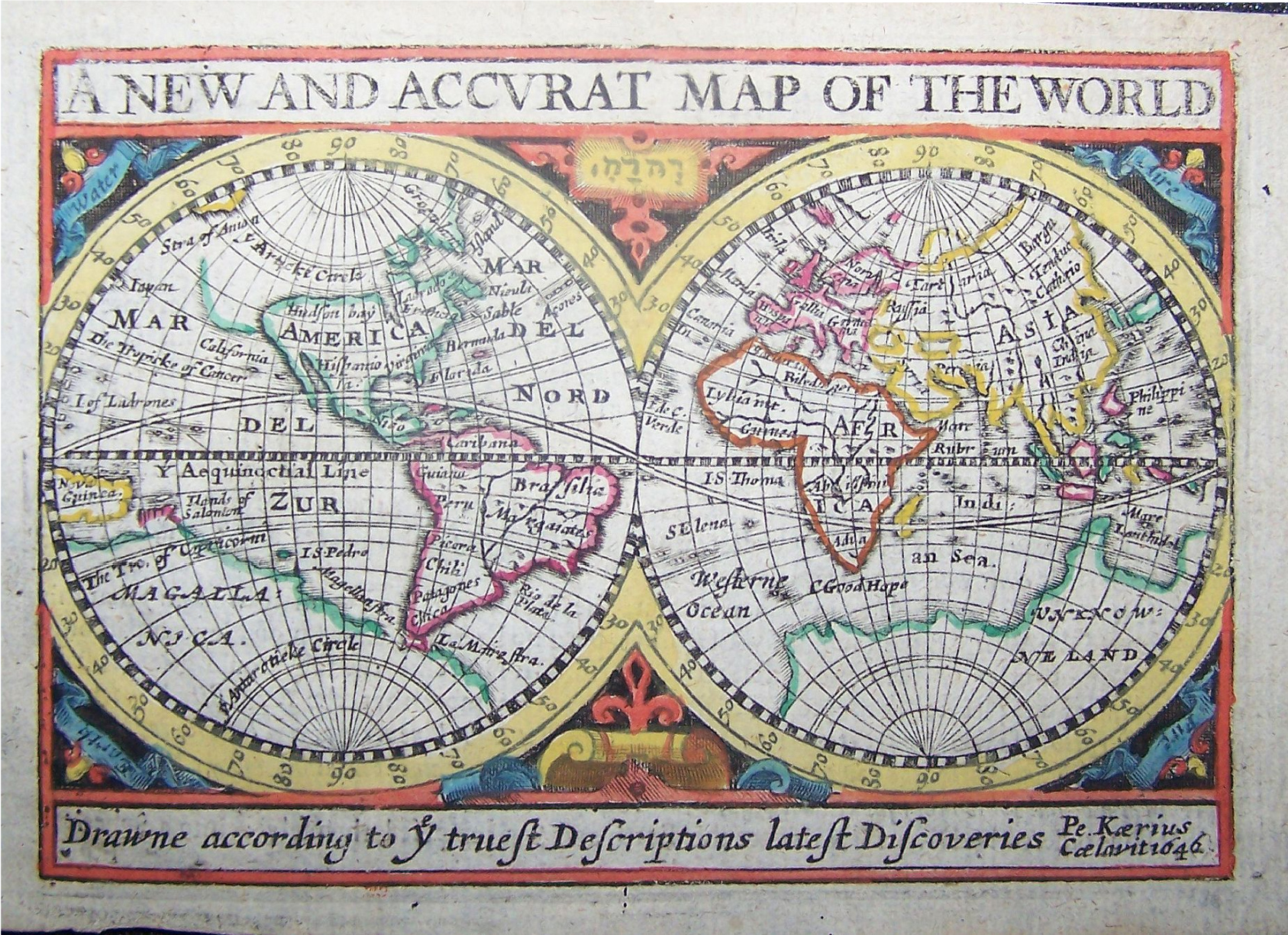
A New And Accvrat Map of the World, 1646, en edició miniatura

## Plànols de ciutats

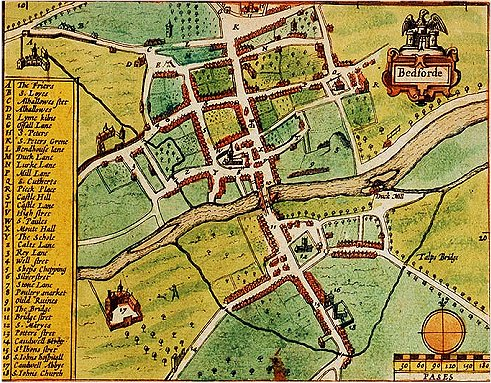
Bedforde, 1611
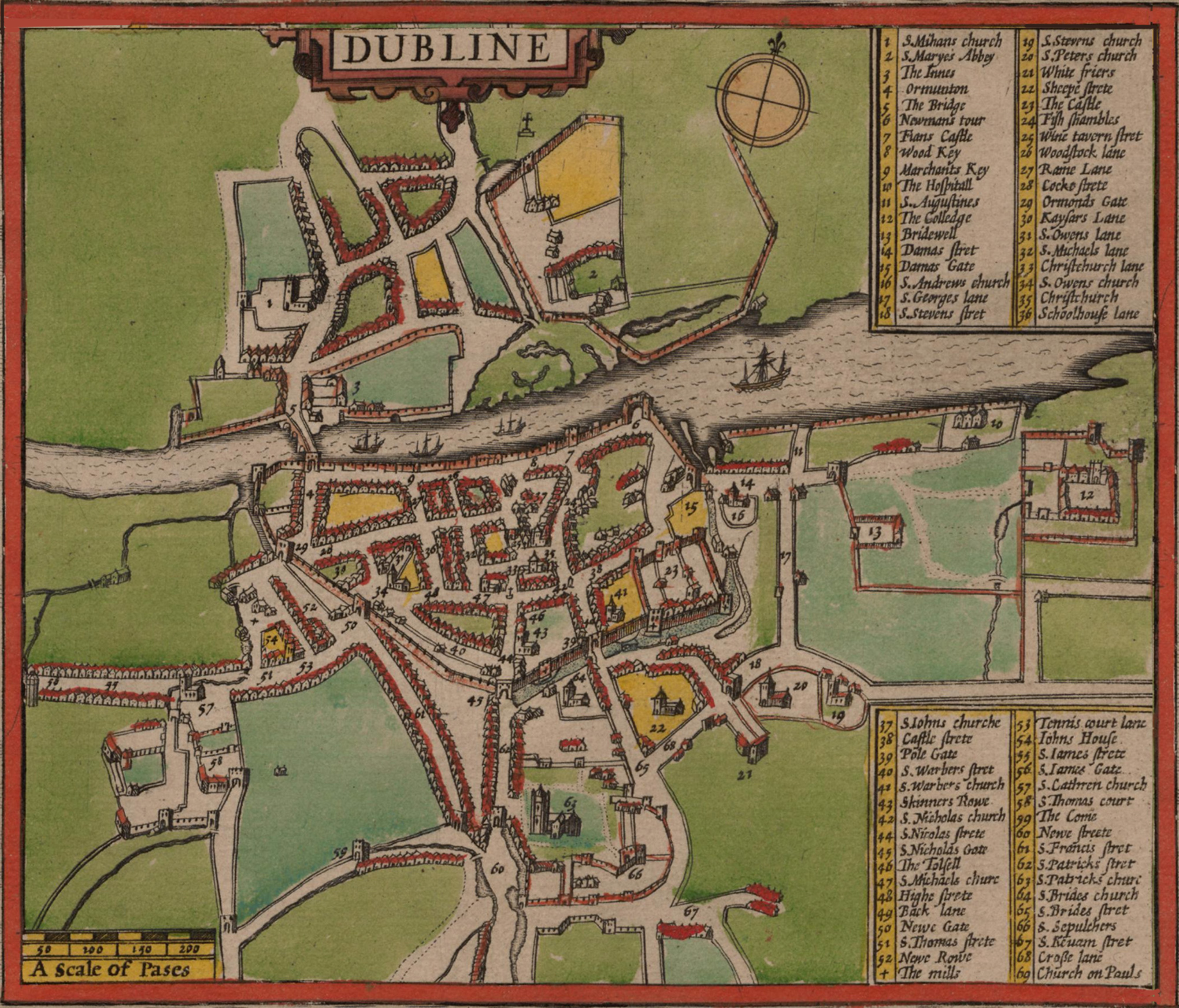
Dublín, 1610; una reimpressió de 1896
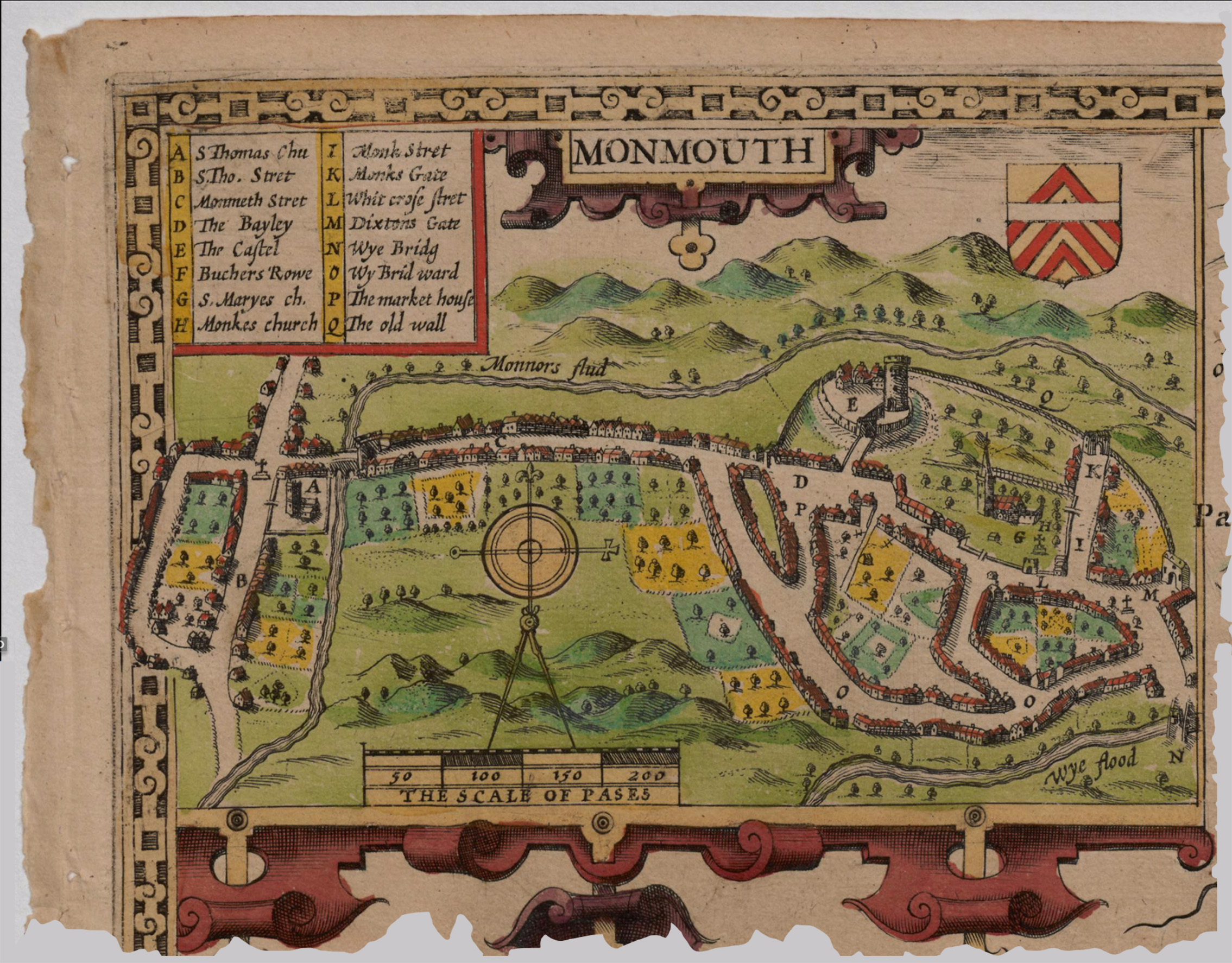
Monmouth, 1610
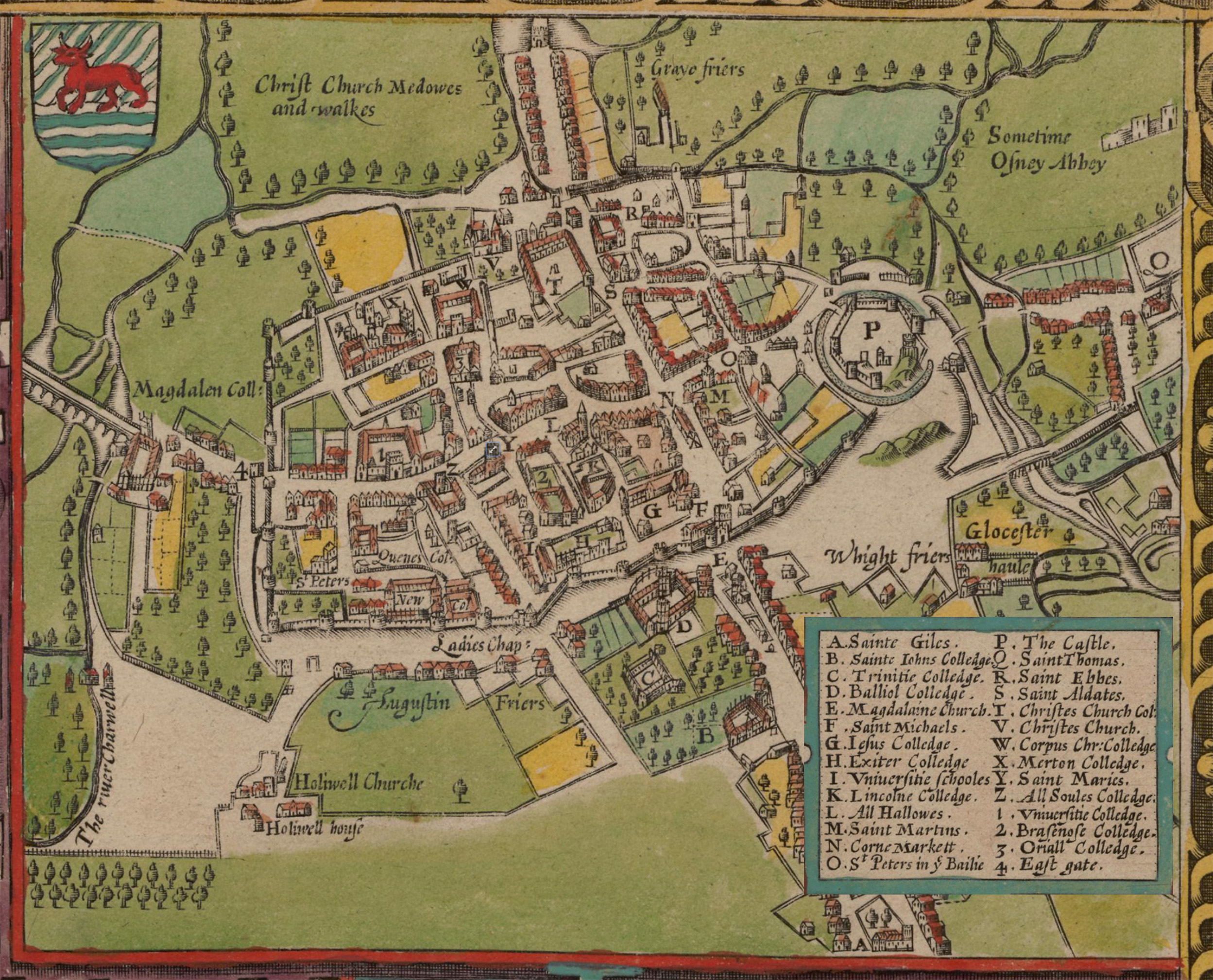
Oxford, 1610
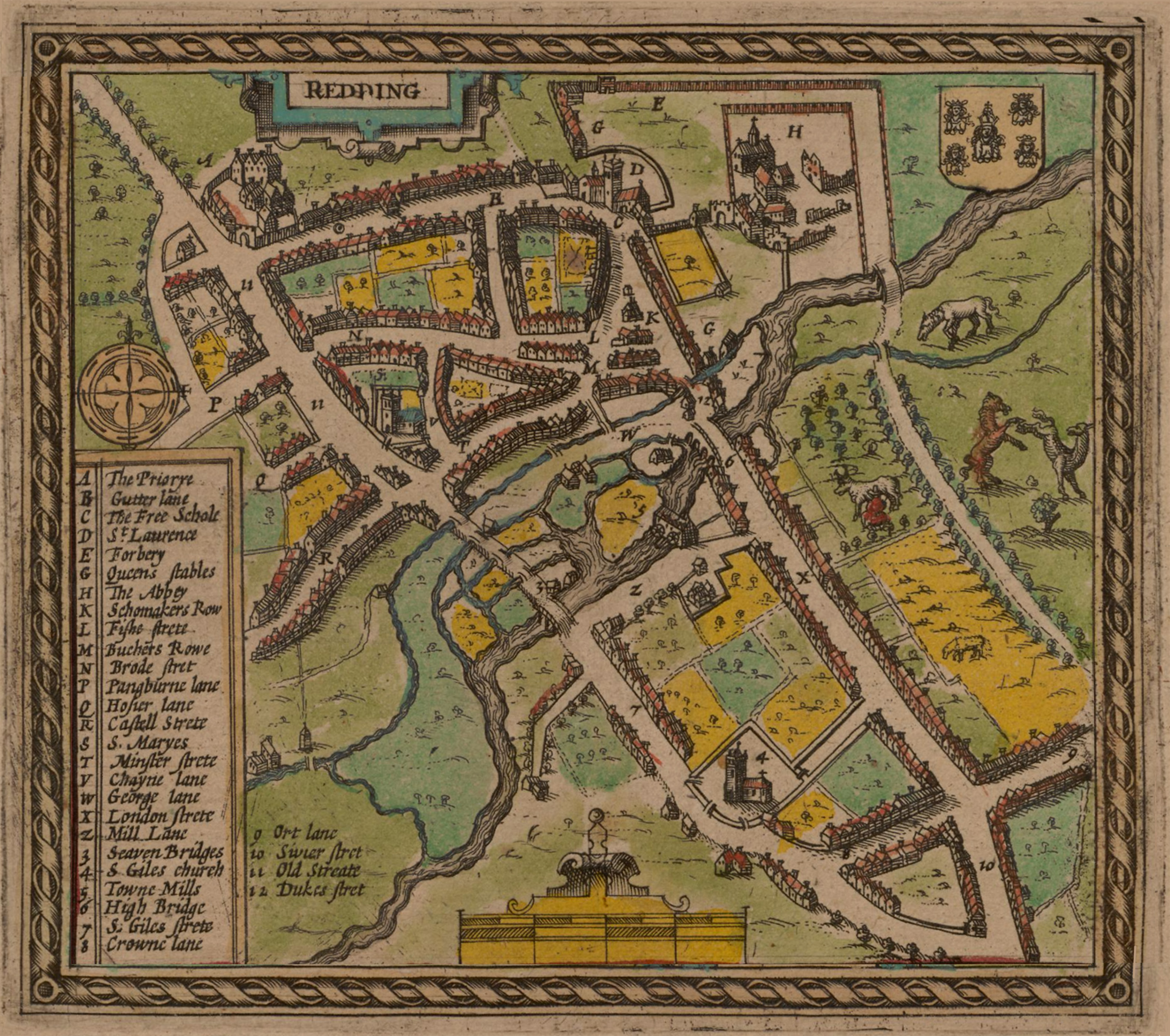
Reading, 1610